# マルティン・エルリッチ
マルティン・エルリッチ（Martin Erlić、1998年1月24日 - ）は、クロアチア・ザダル出身のサッカー選手。セリエA・ボローニャFC所属。クロアチア代表。ポジションはDF。

## 経歴

### クラブ
2015年、パルマが破産したことでサッスオーロのユースチームへと移籍した。サッスオーロでは2017-18シーズンにズュートティロールへ、翌2018-19シーズンはスペツィアへレンタル移籍をし、プロとしての経験を積んだ。
2018-19シーズン終了後の2019年7月15日、スペツィアでは負傷により全く出番がなかったが、スペツィアへの完全移籍が決まった。

### 代表
2022年6月6日、UEFAネーションズリーグ2022-23のフランス代表戦でA代表初出場。

## 代表歴

### 出場大会
- クロアチア代表
  - 2022 FIFAワールドカップ
  - UEFA EURO 2024

### 試合数
- 国際Aマッチ 7試合 0得点（2022年-）[4]

| クロアチア代表 | 国際Aマッチ | 国際Aマッチ |
| 年             | 出場        | 得点        |
| -------------- | ----------- | ----------- |
| 2022           | 4           | 0           |
| 2023           | 3           | 0           |
| 2024           |             |             |
| 通算           | 7           | 0           |